# Högt spel i Saratoga
Högt spel i Saratoga (eng. Saratoga Trunk) är en amerikansk långfilm från 1945 i regi av Sam Wood, med Gary Cooper, Ingrid Bergman, Flora Robson och Jerry Austin i rollerna. Flora Robson blev nominerad till en Oscar för bästa kvinnliga biroll.

## Handling
Clio Dulain (Ingrid Bergman) reser från Paris hem till New Orleans. Hon vill hämnas den förödmjukelse hennes mamma fått utstå från sin fars familj. Hon träffar också översten Clint Maroon (Gary Cooper) som hon faller för.

## Rollista
| Gary Cooper    | – Överse Clint Maroon   |
| Ingrid Bergman | – Clio Dulaine          |
| Flora Robson   | – Angelique Buiton      |
| Jerry Austin   | – Cupidon               |
| John Warburton | – Bartholomew Van Steed |
| Florence Bates | – Sophie Bellop         |
| Curt Bois      | – Augustin Haussy       |
| John Abbott    | – Roscoe Bean           |
| Ethel Griffies | – Clarissa Van Steed    |
| Marla Shelton  | – Mrs. Porcelain        |
| Helen Freeman  | – Mrs. Nicholas Dulaine |
| Sophie Huxley  | – Charlotte Dulaine     |
| Fred Essler    | – Monsieur Begue        |
| Louis Payne    | – Raymond Soule         |
| Sarah Edwards  | – Miss Diggs            |

## Utmärkelser

### Nomineringar
- Oscar: Bästa kvinnliga biroll (Flora Robson)